# أكا: قسم التفتيش الخاص بالقطاع 13
أكا: قسم التفتيش الخاص بالقطاع 13 (باليابانية: ACCA 13区監察課) مانغا يابانية من تأليف ناتسومي أونو، صدرت المانغا في حزيران 2013 في مجلة Big Gangan الشهرية وانتهت في تشرين الأول 2016 وجمعت في 6 مجلدات. اقتبست المانغا إلى أنيمي تلفزيوني من إنتاج ستديو مادهاوس وعرض من 10 يناير 2017 إلى 28 مارس 2017.

## القصة
تدور احداث القصة في ممكلة مقسمة إلى 13 مقاطعة وفي كل مقاطعة توجد العديد من المنظمات تعمل لدى منظمة كبرى تعرف بالـ “ACCA” وفي هذه المنظمة توجد وحده تدعى وحدة التفتيش تراقب نشاطات المنظمات في جميع انحاء المملكة.

## الشخصيات
- جين اوتس (باليابانية: ジーン・オータス)

مؤدي الصوت: هيرو شيمونو
- نينو (باليابانية: ニーノ)

مؤدي الصوت: كينجيرو تسودا
- لوتا (باليابانية: ロッタ)

مؤدي الصوت: أوي يوكي

## العاملون على الأنيمي
- إخراج: شينجو ناتسومي
- تصميم شخصيات: نوريفومي كواغي
- تنسيق القصة: نوموهيرو سوزوكي
- الموسيقى: ريو تاكاهاشي

## روابط خارجية
- أكا: قسم التفتيش الخاص بالقطاع 13 على موقع ANN manga (الإنجليزية)

## روابط أضافية
- الموقع الرسمي